# Tillandsia 'Dagun'
Tillandsia 'Dagun' es un cultivar híbrido del género Tillandsia perteneciente a la familia Bromeliaceae.
Es un híbrido creado en el año 1965 con las especies Tillandsia caput-medusae × Tillandsia ionantha.